# Calceolaria polyrhiza
Calceolaria polyrhiza là một loài thực vật có hoa trong họ Calceolariaceae. Loài này được Cav. mô tả khoa học đầu tiên năm 1799.